# Germanizzazione
La germanizzazione (più raramente, anche tedeschizzazione) rappresenta l'espansione della lingua tedesca e della cultura della Germania ottenuta con la forza o con l'assimilazione, oppure può riferirsi all'adattamento di una parola straniera alla lingua tedesca, come la romanizzazione di molte lingue che non utilizzano l'alfabeto latino. La germanizzazione fu un punto focale del pensiero liberale tedesco all'inizio del XIX secolo, in un periodo in cui il liberalismo e il nazionalismo procedevano fianco a fianco.

## Storia
Nella storia ci sono forme e gradi differenti di adozione della lingua tedesca e di elementi della cultura tedesca. Oltre alle semplici adozioni, ci sono anche esempi di completa fusione nella cultura della Germania, come accadde con gli slavi pagani nella diocesi di Bamberga nell'XI secolo. Un perfetto esempio di adozione della cultura tedesca si può ritrovare nel campo della legge nel Giappone imperiale e nel Giappone attuale, la cui giurisprudenza è organizzata secondo il modello dell'Impero tedesco. La germanizzazione ebbe luogo per contatto culturale, per decisione politica o, specialmente nel caso della Germania nazista, con l'uso della forza.
In Tirolo si ricorda la germanizzazione dei ladino-romanci dell'alta val Venosta promossa dall'Austria nel XVI secolo nel tentativo di prevenire contatti con i Grigioni protestanti o ancora i tentativi messi in atto a cavallo tra XIX e XX secolo da associazioni pangermaniste d'imporre una scuola totalmente tedesca in quelle valli tirolesi (val Badia, val Gardena) o ampezzane dove l'insegnamento era anche o prevalentemente, a seconda delle zone, in lingua italiana.
Come conseguenza della terza guerra d'indipendenza italiana, che portò all'annessione del Veneto al Regno d'Italia, l'amministrazione imperiale austriaca, per tutta la seconda metà del XIX secolo, aumentò le ingerenze sulla gestione politica del territorio per attenuare l'influenza del gruppo etnico italiano temendone le correnti irredentiste. Durante la riunione del consiglio dei ministri del 12 novembre 1866 l'imperatore Francesco Giuseppe I d'Austria tracciò un progetto di ampio respiro mirante alla germanizzazione o slavizzazione dell'aree dell'impero con presenza italiana:
(Francesco Giuseppe I d'Austria, consiglio della Corona del 12 novembre 1866)

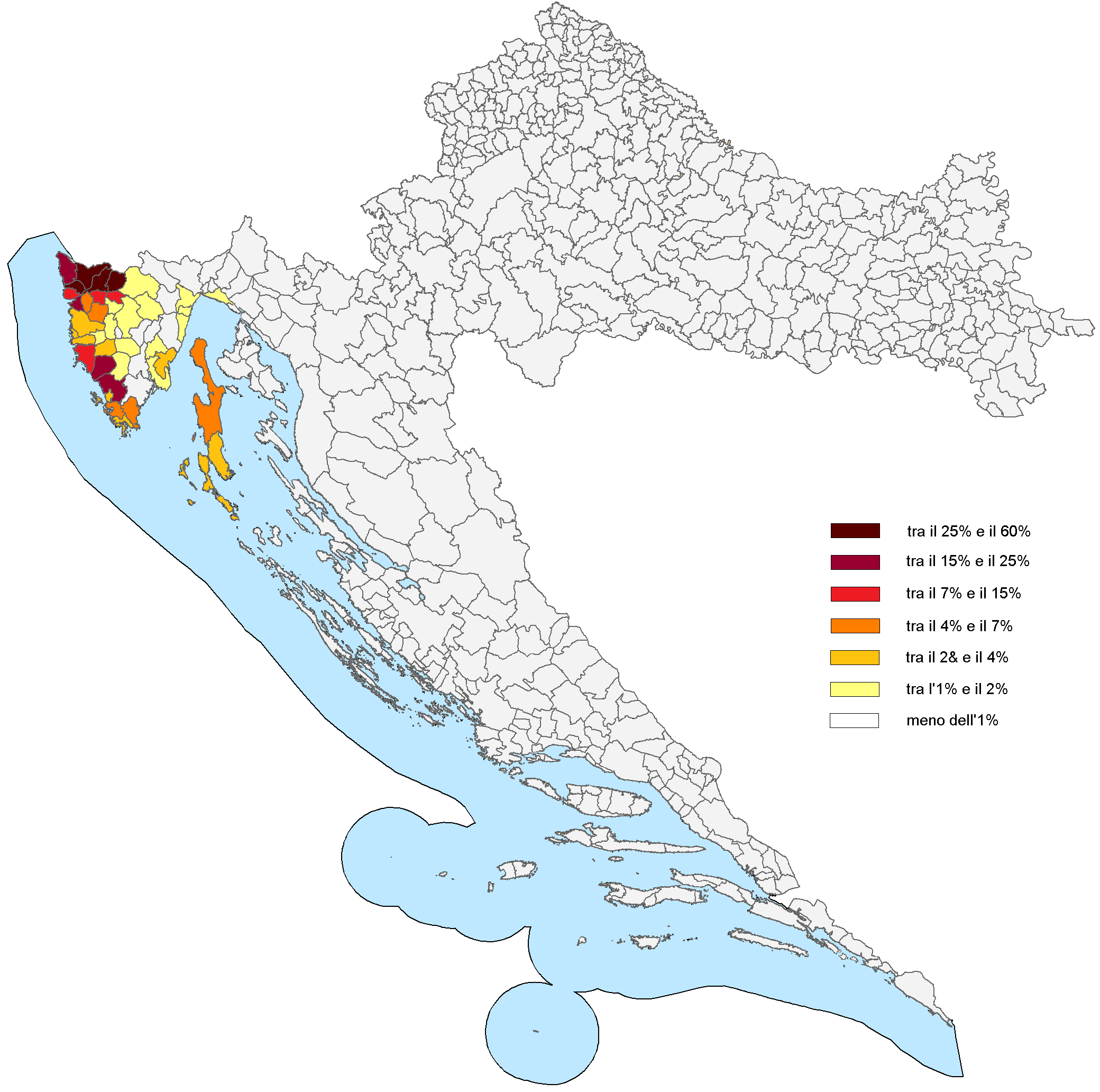
Mappa della Croazia del 2011 indicante i residenti di madrelingua italiana per città e comuni, registrati al censimento ufficiale croato

La politica di collaborazione con i serbi locali, inaugurata dallo zaratino Ghiglianovich e dal raguseo Giovanni Avoscani, permise poi agli italiani la conquista dell'amministrazione comunale di Ragusa nel 1899. Nel 1909 la lingua italiana venne vietata però in tutti gli edifici pubblici e gli italiani furono estromessi dalle amministrazioni comunali. Queste ingerenze, insieme ad altre azioni di favoreggiamento al gruppo etnico slavo ritenuto dall'impero più fedele alla corona, esasperarono la situazione andando ad alimentare le correnti più estremiste e rivoluzionarie.
Nei Paesi slavi il termine "germanizzazione" è generalmente utilizzato per esprimere il processo di acculturazione degli slavi e dei baltici, dopo la conquista dei loro territori o per contatto culturale nelle aree che vanno dall'attuale Germania orientale alla linea dell'Elba. Nella Prussia Orientale lo sterminio, la schiavitù e l'insediamento forzato di prussiani da parte dell'Ordine Teutonico e da parte dello Stato prussiano, così come l'acculturazione da parte di immigranti provenienti da vari Paesi europei (Polonia, Francia e Germania) contribuirono all'estinzione della lingua prussiana nel XVII secolo.
Una politica di germanizzazione coatta e con dimensioni genocidali fu infine attivata dal nazionalsocialismo, soprattutto nelle zone del est europeo conquistate militarmente dal 1939 in poi (Generalplan Ost).